# غار کوهپایه
غار کوهپایه مربوط به دوره ساسانیان است و در شهرستان شیراز، بخش زرقان، دهستان بند امیر، ۲۰۰ متر بعد از دوراهی روستای کوهک، سمت راست جاده واقع شده و این اثر در تاریخ ۳۰ بهمن ۱۳۸۶ با شمارهٔ ثبت ۲۰۹۸۶ به‌عنوان یکی از آثار ملی ایران به ثبت رسیده است.